# Katarzyna Lewandowska (szachistka)
Katarzyna Lewandowska (ur. 5 kwietnia 1973) – polska szachistka.

## Kariera szachowa
W pierwszej połowie lat 90. XX wieku należała do szerokiej czołówki polskich szachistek. Wielokrotnie startowała w finałach mistrzostw Polski juniorek, zdobywając pięć medali: w kategorii do 18 lat – złoty (Limanowa 1991), w kategorii do 19 lat – złoty (Brzozów 1990) i w kategorii do 20 lat – złoty (Cetniewo 1991), srebrny (Nisko 1990) oraz brązowy (Częstochowa 1992). Czterokrotnie uczestniczyła w finałach indywidualnych mistrzostw Polski kobiet: Świeradów-Zdrój 1992 – VI miejsce, Lublin 1993 – VI miejsce, Gdańsk 1994 – V miejsce i Warszawa 1995 – XII miejsce). Dwukrotnie zdobyła medale drużynowe mistrzostw Polski kobiet w szachach błyskawicznych: srebrny (Gdynia 1990) i brązowy (Bydgoszcz 1987) – oba w barwach klubu "Kolejarz" Katowice. 
Reprezentowała Polskę na mistrzostwach Europy juniorek do 20 lat (Straszęcin 1989 – dz. VII miejsce), mistrzostwach świata juniorek do 18 lat (Singapur 1990 – dz. IV miejsce) oraz mistrzostwach świata juniorek do 20 lat (Mamaja 1991 – dz. XX miejsce).
Od 1994 r. startowała również w drużynowych oraz indywidualnych (otwartych) mistrzostwach Niemiec. W 1997 r. zakończyła karierę.
Najwyższy ranking w karierze osiągnęła 1 lipca 1992 r., z wynikiem 2170 punktów dzieliła wówczas 11. miejsce wśród polskich szachistek.